# Greatest Hits: My Prerogative
| Recensione                 | Giudizio |
| -------------------------- | -------- |
| AllMusic                   | [ 23 ]   |
| Blender                    | [ 24 ]   |
| Christgau's Consumer Guide | ★★       |
| IGN                        | 6.9/10   |
| New Straits Times          |          |
| NME                        | 6/10     |
| The Guardian               | [ 28 ]   |

Greatest Hits: My Prerogative è il primo greatest hits della cantante statunitense Britney Spears, pubblicato il 1º novembre 2004 in Giappone e l'8 novembre nel resto del mondo , esclusi Stati Uniti e Canada, in cui è stato pubblicato il giorno dopo.
La raccolta contiene tutti i singoli di Spears, da ...Baby One More Time a Outrageous, con la sola eccezione di From the Bottom of My Broken Heart. Sono anche incluse tre nuove canzoni: una reinterpretazione di My Prerogative di Bobby Brown (secondo singolo della raccolta), Do Somethin' (terzo singolo) e I've Just Begun (Having My Fun) (primo singolo). L'album è il tredicesimo del 2004 in termini di vendite, arrivando a 5,6 milioni di copie.

## Singoli estratti
- Il primo singolo, I've Just Begun (Having My Fun), è stato estratto nel 2004. Il brano era stato registrato per In the Zone, ma in seguito l'idea fu scartata. Il brano viene reso disponibile solo su download digitale negli Stati Uniti il 17 agosto 2004. Il brano ha avuto successo nelle vendite, raggiungendo la settima posizione su I Tunes.
- Il secondo singolo, My Prerogative è stato estratto il 21 settembre 2004. Questo singolo raggiunge la vetta in Finlandia, Irlanda, Italia e Norvegia.
- Il terzo singolo, Do Somethin', è stato estratto 14 febbraio 2005 in Germania e il 28 febbraio in Regno Unito e Italia. Raggiunge la vetta in Israele.

## Tracce
1. My Prerogative – 3:33 (Bobby Brown)
2. Toxic – 3:19 (Bloodshy & Avant, Cathy Dennis, Henrik Jonback)
3. I'm a Slave 4 U – 3:25 (Pharrell Williams, Chad Hugo)
4. Oops!... I Did It Again – 3:33 (Max Martin, Rami Yacoub)
5. Me Against the Music (feat. Madonna) – 3:45 (Britney Spears, Madonna, Christopher Stewart, Penelope Magnet, Thabiso Nikhereanye, Terius Nash, Gary O'Brien)
6. Stronger – 3:26 (Max Martin, Rami Yacoub)
7. Everytime – 3:51 (Britney Spears, Annette Artani)
8. ...Baby One More Time – 3:32 (Max Martin)
9. (You Drive Me) Crazy (The Stop Remix!) – 3:18 (Max Martin, Rami Yacoub)
10. Boys (Co-Ed Remix feat. Pharrell Williams) – 3:47 (Pharrell Williams, Chad Hugo)
11. Sometimes – 4:05 (Jörgen Elofson)
12. Overprotected – 3:20 (Max Martin, Rami Yacoub)
13. Lucky – 3:26 (Max Martin, Rami Yacoub)
14. Outrageous – 3:27 (R. Kelly)
15. Don't Let Me Be the Last to Know – 3:51 (Robert Lange, Keith Scott, Shania Twain) – Bonus track UK, giapponese e australiana
16. Born to Make You Happy – 4:04 (Andreas Carlsson, Kristian Lundin) – Bonus track internazionale
17. I Love Rock 'n' Roll – 3:08 (Alan Merrill, Jake Hooker) – Bonus track internazionale
18. I'm Not a Girl, Not Yet a Woman – 3:51 (Max Martin, Rami Yacoub, Dido)
19. I've Just Begun (Having My Fun) – 3:23 (Britney Spears, Michelle Bell, Christian Karlsson, Pontus Winnberg, Henrik Jonback)
20. Do Somethin' – 3:22 (Christian Karlsson, Pontus Winnberg, Henrik Jonback, Angela Hunte)

- Nell'edizione nordamericana dell'album, la quindicesima, sedicesima e diciassettesima traccia sono state escluse dall'album. La dodicesima traccia Overprotected è stata sostituita dal Darkchild Remix Radio Edit della canzone.

La quindicesima traccia Don't Let Me Be The Last To Know è presente esclusivamente nell'edizione giapponese e britannica dell'album.
Nell'edizione giapponese, sebbene sia uguale a quella britannica, le tracce (You Drive Me) Crazy (The Stop Remix!) e Boys (The Co-Ed Remix) vengono sostituite con le versioni originali dei brani.

### Limited Edition Remix Bonus Disc
1. Toxic (Armand Van Helden Remix) – 9:35 (Bloodshy & Avant, Cathy Dennis, Henrik Jonback)
2. Everytime (Hi-Bias Radio Remix) – 3:27 (Britney Spears, Annette Artani)
3. Breathe on Me (Jacques Lu Cont Mix) – 8:09 (S. Anderson, L. Green, S. Lee)
4. Outrageous (Junkie XL's Dancehall Mix) – 2:56 (R. Kelly)
5. Stronger (Miguel 'Migs' Vocal Mix) – 6:32 (Max Martin, Rami Yacoub) – Bonus track internazionale
6. I'm a Slave 4 U (Thunderpuss Club Mix) – 8:46 (Pharrell Williams, Chad Hugo) – Bonus track internazionale
7. Chris Cox Megamix (8 smash hit singles mixed together) – 4:57

Durata totale: 44:22
- L'edizione americana contiene la versione Edit del remix di Toxic, che ha una durata più breve di tre minuti rispetto alle edizioni internazionali, e omette le tracce 5 e 6.

## Edizioni
- Edizione standard: 1 CD
- Edizione limitata: 2CD; il primo CD è lo stesso dell'edizione standard; il secondo contiene remix inediti.
- Edizione limitata asiatica: include il CD internazionale con 19 tracce e un Bonus Video CD con Chris Cox Megamix video (con 7 video mixati insieme) e audio (con 9 singoli mixati insieme)
- Edizione Eco-Friendly: il 16 febbraio 2007, l'album è stato ristampato in Europa e Canada[29] in una confezione a basso prezzo, utilizzando carta riciclata. Nel 2009 è stata pubblicata anche negli Stati Uniti.
- Edizione limitata italiana: il 22 settembre 2008 la Sony BMG Italia ha pubblicato un box CD+DVD limitato, comprendente il CD Greatest Hits: My Prerogative e il DVD Live and More!.[30][31]

## Classifiche
Greatest Hits: My Prerogative debuttò alla posizione numero 7 della classifica italiana album, e rimase tra i venti album più venduti per undici settimane. In Italia, Oops!... I Did It Again è l'unico album di Britney Spears ad essere rimasto nella top 20 per più settimane (tredici, due in più del Greatest Hits).
La raccolta della Spears arrivò alla posizione numero 1 in Irlanda e in Giappone.

### Classifiche
| Classifica (2004) | Posizione massima |
| ----------------- | ----------------- |
| Australia         | 4                 |
| Austria           | 4                 |
| Belgio (Fiandre)  | 5                 |
| Belgio (Vallonia) | 2                 |
| Canada            | 3                 |
| Danimarca         | 2                 |
| Europa            | 3                 |
| Finlandia         | 4                 |
| Francia           | 1                 |
| Germania          | 4                 |
| Giappone          | 1                 |
| Irlanda           | 1                 |
| Italia            | 5                 |
| Norvegia          | 4                 |
| Nuova Zelanda     | 17                |
| Paesi Bassi       | 7                 |
| Portogallo        | 5                 |
| Regno Unito       | 2                 |
| Stati Uniti       | 4                 |
| Svezia            | 14                |
| Svizzera          | 6                 |

## Premi
| Anno | Cerimonia                 | Premio                     | Risultato |
| ---- | ------------------------- | -------------------------- | --------- |
| 2005 | Japan Golden Music Awards | Rock/Pop Album of the Year | Vinto     |

## Date di pubblicazione
| Paese       | Casa discografica      | Data             | Catalog No.  |
| ----------- | ---------------------- | ---------------- | ------------ |
| Giappone    | Sony BMG Japan         | 1º novembre 2004 |              |
| Regno Unito | Jive Records           | 8 novembre 2004  | 82876 652602 |
| Stati Uniti | Jive Records           | 9 novembre 2004  | 82876 652942 |
| Cina        | Sony BMG International | 27 dicembre 2004 | 82876 660042 |